# Artemis (plaatsbepaling)
Artemis is een nauwkeurig, automatisch systeem, gebruikt in de scheepvaart voor plaatsbepaling.
Het wordt ook genoemd: een 'microwave positioning system' van het 'range-bearing'-type.
Artemis heeft een relatief kort bereik dat helemaal autonoom kan opereren. Er zijn maar twee identieke stations: één opgesteld als het fix-station, oftewel het vaste station, de ander als het mob-station, het mobiele station, op het vaartuig.
Dit maakt het systeem uitermate geschikt voor de volgende doeleinden: 
- Hydrografische en seismische survey
- Dynamische positionering

## Principe van Artemis
Het systeem houdt de antennes van het fix en het mob zo gericht dat ze in een loodrechte lijn naar elkaar "kijken". Zelfs als het mob-station beweegt, zal deze lijn loodrecht blijven. Hierdoor kan het systeem een microgolflink onderhouden. 
Een precisie-instrument gekoppeld aan de as van de antenne meet de hoek die de antenne maakt met een bekende referentierichting (deze kan bijvoorbeeld ingesteld worden op het noorden). Zo kan de hoek met de referentierichting van het mobiele station berekend worden.
De afstand van het mobiele station naar het vaste station wordt berekend door de looptijd van gecodeerde onderbrekingen in het microwave-signaal uitgezonden door zowel het fix-station en het mob-station.
Als de antenne van het mobiele station op de as van het vaartuig is geplaatst, kan de koers van het vaartuig bepaald worden door haar azimut te combineren met de relatieve richting van de antenne van het mobiele station (deze wordt gemeten door een instrument gekoppeld aan de as van de antenne). Zo ontstaat de volgende formule voor de koers van het vaartuig: koers = 180° − antennerichting + azimut.

## De microgolf
Behalve voor het volgen van de antennes, wordt de microgolflink ook gebruikt voor communicatie tussen de beide stations, bijvoorbeeld om het azimut, afstand en koers op beide stations beschikbaar te maken. 

## Het systeem
Het Artemissysteem bestaat uit twee stations die elk de volgende onderdelen bevatten:
1. Een Artemis Basic Unit (ABU)
2. Een Artemis Antenne
3. Een Operating Panel (dit kan zijn een Basic Operating Panel (BOP) of een Extended Operating Panel (EOP) )
4. De nodige stroom- en signaalbekabeling
5. Een telescoop om de stations precies op elkaar af te stellen

### Artemis Basic Unit
De Artemis Basic Unit (ABU) is de hoofdunit van een Artemisstation. De ABU-systeemfuncties worden bestuurd door een computerprogramma draaiend op een krachtige microprocessor. Een ABU kan ingezet worden, zowel als een Fix-station als als een Mob. Dit kan de gebruiker zelf bepalen. Om te voorkomen dat de ABU per ongeluk uitgezet wordt is deze beveiligd met een vertraging zodat niet zomaar de fix verloren kan gaan.

### Operating Panel
Er zijn twee soorten controlepanelen, de Basic Operating Panel (BOP) en de Extended Operating Panel (EOP). De panelen worden gebruikt voor dataweergaven en besturingsfuncties. De panelen zijn ontworpen om gebruikt te worden samen met de ABU op het fix-station. Voor normaal gebruik wordt hij alleen gebruikt bij het opzetten van het systeem, het invoeren van de referentierichting en meer soorten instellingen. In de BOP en EOP zijn een microfoon en speaker ingebouwd voor de spraaklink tussen de stations. De EOP is identiek aan de BOP maar heeft aan aantal extra functies zoals een antenne-indicator.

## Systeem specificaties
Afstand
- Bereik: 10 – 30000 m
- Resolutie: 0,1 m
- Nauwkeurigheid: 1 m
- Dataverversing: 0,25 s